# Love is Alive/Dear LOVE
「Love is Alive/Dear LOVE」（ラヴ・イズ・アライヴ/ディア・ラヴ）は、日本のバンドSHAZNAの6枚目のシングル。

## 概要
- グループ初の両A面シングル。「PURENESS」の一週間後に発売された。
- 「Love is Alive」はブルボン『チュロフル&ワッフルバー』CMソング。MVはSHAZNAのメンバーが吸血鬼として登場し、様々な姿の魔物達（この魔物達の中には『スターウォーズ』シリーズに登場するジャワズも混じっている）と宴を楽しむ内容となっている。
- 「Dear LOVE」は『スリムビューティーハウス』CMソング。

## 収録曲
1. Love is Alive (5:00)
作詞:IZAM、作詞アドバイザー:SAKA Chan、作曲:KUZUKI・SHAZNA・佐藤宣彦、編曲:佐藤宣彦・山口一久・SHAZNA
2. Dear LOVE (4:18)
作詞:IZAM、作曲:A・O・I、編曲:佐藤宣彦・山口一久・SHAZNA
3. Love is Alive (Non Vocal Version) (4:59)
4. Dear LOVE (Non Vocal Version) (4:09)